# محمود علي الحاج
محمود علي الحاج هو شاعر وصحفي وإعلامي يمني. ولد عام 1949م في مديرية المقاطرة في محافظة لحج. نشأ وترعرع وتلقى تعليمه في عدن. تلقى دورات تدريبية صحافية، والتحق بالعمل الصحافي عام 1970م في صحيفة 14 أكتوبر. عمل مديراً لتحرير صحيفة «الجندي». وفي عام 1974م انتقل إلى صنعاء وترأس تحرير مجلة اليمن الجديد. وترأس تحرير العديد من الصحف والمجلات اليمنية لاحقاً. ومارس كذلك العمل الإعلامي في الفضائية اليمنية. وهو عضو مؤسس في اتحاد الأدباء والكتاب اليمنيين. له مساهمات في كتابة القصيدة الغنائية العاطفية والوطنية نشرت في الصحف اليمنية والعربية وتغنى بها عدد من الفنانين أبرزهم أحمد فتحي.

## أهم الأعمال
- مدير تحرير صحيفة 14 أكتوبر، عدن،

جمهورية اليمن الديمقراطية الشعبية 1970م.
- رئيس تحرير مجلة اليمن الجديد الثقافية، صنعاء، الجمهورية العربية اليمنية 1974م.
- رئيس تحرير صحيفة التصحيح الأسبوعية، صنعاء 1976م.
- رئيس تحرير صحيفة الثورة اليومية الرسمية
- مديرً عامًّ مؤسسة سبأ للصحافة والأنباء عام 1979م.
- رئيس تحرير مجلة اليمن الجديد للمرة الثانية عام 1982م.
- تفرّغ للعمل في التلفزيون بمدينة صنعاء معدًّا ومقدّمًا للبرامج الثقافية والفنية ومن أهم برامجه برنامج إكليل.
- عمل مديرًا للبرامج الثقافية والمنوعات، ثم عيّن مديرًا عامًّا للبرامج في القناة الأولى 1997م.
- شارك في عدد من المهرجانات الأدبية داخل اليمن وخارجها، كما شارك في تأسيس اتحاد الأدباء والكتاب اليمنيين، ونقابة الصحفيين اليمنيين.
- من مؤلفاته: واشتعل القلب حبًّا. ديوان شعر صدر سنة 1999م عن الهيئة العامة للكتاب بصنعاء.[2]